# Lucilia snyderi
Lucilia snyderi este o specie de muște din genul Lucilia, familia Calliphoridae, descrisă de James în anul 1962. Conform Catalogue of Life specia Lucilia snyderi nu are subspecii cunoscute.